# 女性の肖像 (クラナッハ)
『女性の肖像』（じょせいのしょうぞう、伊: Ritratto femminile、英: Portrait of a Lady）は、ドイツ・ルネサンス期の巨匠ルーカス・クラナッハ の工房が1525-1530年ごろに板上に油彩で制作した肖像画である。クラナッハがおよそ1525年以降に生み出した、宮廷風に着飾った一群の単身女性肖像画に属す作品である。現在、フィレンツェのウフィツィ美術館に所蔵されている。

## 作品

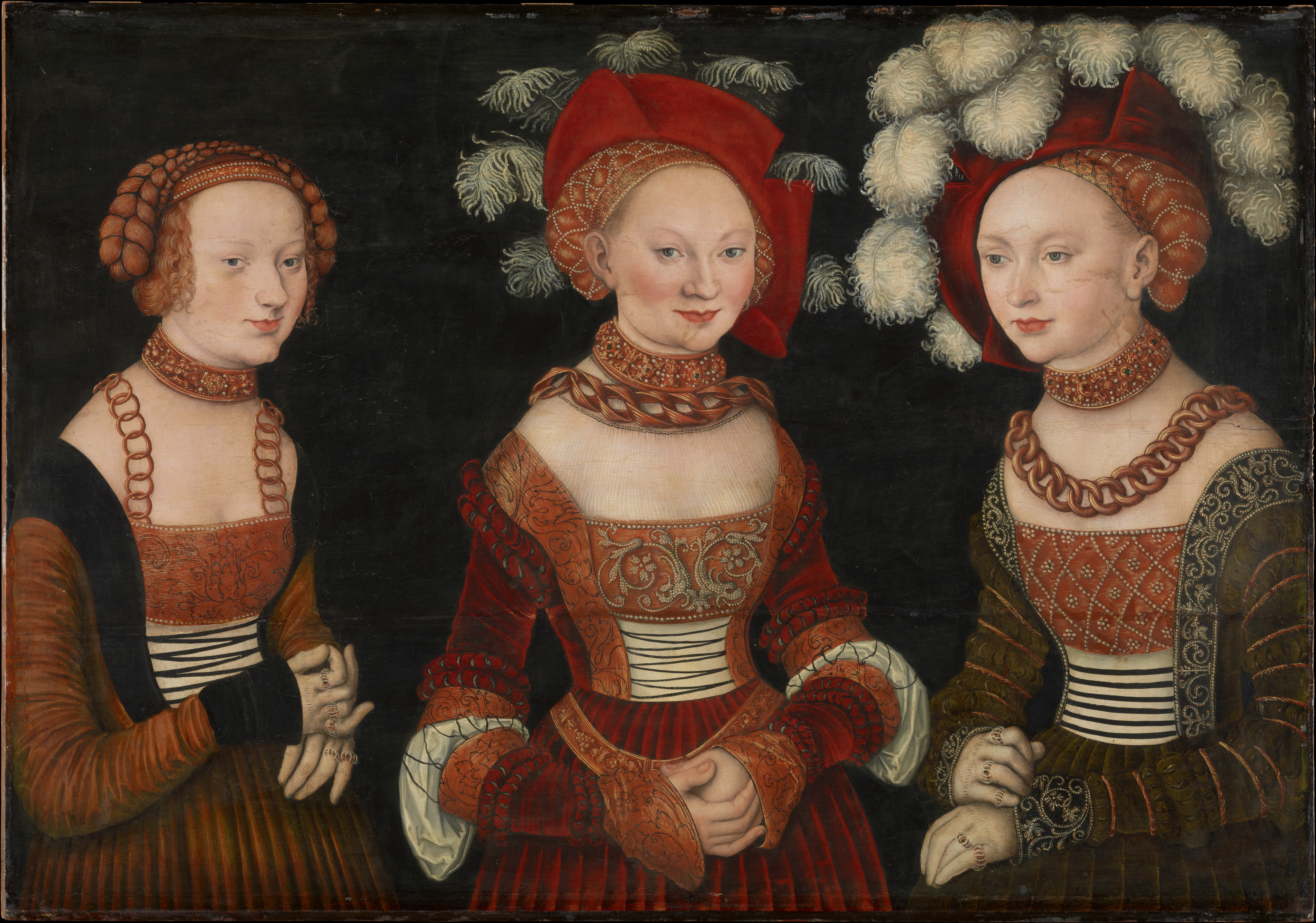
ルーカス・クラナッハ 『ザクセンの王女シビラ、エミリア、ジドニア』(1535年ごろ)、美術史美術館

クラナッハには造形の様式化、あるいは類型化への傾向が顕著であり、とりわけ女性の肖像全般にそれがいえる。画家は1525年以降にザクセン宮廷の若い理想化された女性の肖像を多数描いたが、それらはほとんど首尾一貫して黒地の背景を持つ小さな画面にモデルを半身像ないし全身像で表している。そうした女性たちは、現実の生きたモデルから写し取られたイメージであるようには見えない。描かれた人物が誰であるのか明示するアトリビュート (人物を特定する事物) とは無縁であり、美学的な価値こそが作品の最大の魅力となっている。これら女性の肖像画は、若くて優雅な女性の魅力と華麗な仕上げゆえに富裕層の顧客、とりわけ男性たちの関心を集めたと想像される。
一方、本作は実在した特定の人物像ではないかと考えられる。画面に描かれている女性は、ウィーンの美術史美術館に所蔵されている『ザクセンの王女シビラ、エミリア、ジドニア』の右端の女性ジドニア (ザクセン選帝侯ハインリヒ敬虔公の三女) に類似している。それは全体的な印象だけでなく、女性の豪奢な羽根飾りから明らかである。とはいえ、本作の女性をジドニアであるとするには観相学的な差異がわずかにあり、同定することはできない。
本作の女性には鑑賞者に向けられるべき魅惑的な視線が欠けており、イメージをどう見せるかよりもモデルの姿を克明に描写しようとする画家の意志が見られる。また、彼女は視線の向きに応じて身体を左へ曲げ、両腕と両手を交差させているが、それは画家の特定された女性肖像画と類似している。それゆえに、この肖像画は元来、対となる男性肖像画と2枚一組の関係をなすものであった可能性がある。
なお、この絵画には衣服の装飾、カールした髪の毛、ふわふわとした帽子などへの細やかな配慮が見て取れるが、そうした細部描写はドイツの絵画を特徴づけるものである。